# 221 بي بيكر ستريت
221 بي بيكر ستريت (بالإنجليزية: 221B Baker Street)‏، هي لعبة فيديو من نوع ألغاز، أنتجت عام 1987م ونشرها شركة داتاسوفت، وهي إحدى حلقات مسلسل شخصية المحقق شارلوك هولمز.

## وصلة خارجية
- 221B Baker Street على موبي غيمز